# この地球の続きを
「この地球の続きを」（このほしのつづきを）は、コブクロの9作目の配信限定シングル及び34枚目のシングル。ワーナーミュージック・ジャパンから2022年7月19日に配信、2022年10月19日にCD発売された。2025年に大阪・夢洲で開催の2025年日本国際博覧会(大阪・関西万博)の公式テーマソング。

## 解説
表題曲である「この地球の続きを」は、2025年に開催の、大阪・関西万博の公式テーマソングである(詳しくは後述)。
配信シングルとしては、2022年3月30日にリリースの前作「Days」以来、約4ヶ月振りの配信シングルとして、2022年7月19日にリリースされた。「Days」は本作のCDシングルで、カップリングで収録されている。
同年8月26日にCDシングルとして、カップリング、インスト音源を追加収録しリリースされることが発表され、10月19日にリリースされた。コブクロで配信シングルとしてリリースされた楽曲が、後にCDシングルのA面でリリースされるのは先行配信を除くと初めてである。
CDシングルとしては、2021年7月リリースの「両忘」以来約1年3ヶ月振り、通算34枚目のシングルとなった。
CDシングルのカップリングには、先述の「Days」に加え、「恋愛観測」のライブ音源が収録されている。「恋愛観測」は2011年のライブツアーで初披露されて以来、長い間音源化されておらず、幻の曲とも言われてきた。活動休止前最後のライブとなる、2011年のツアーファイナル公演の音源を収録している。演奏前のMC(曲説)も1分程度収録されている。
CDの初回限定盤には、特典グッズとしてジャケットが印刷されたショッパーバッグが付属しており、また、ファンサイト会員はワーナーミュージック・ストアでの注文に限り、オリジナルステッカーも付属された。
2025年4月23日からは期間限定で、大阪・関西万博のマスコットキャラクター、「ミャクミャク」のイラストを使用したジャケットである、スペシャル仕様の配信が始まった。
6月17日から従来のジャケットの上に同様のミャクミャクver.ジャケットをスリーブさせたスペシャル仕様の販売が開始された(収録曲は通常ジャケット盤と同一)。

## 大阪・関西万博テーマソングとして
2020年10月10日、万博記念公園にて開催された「1970年大阪万博50周年記念セレモニー」に2025年日本国際博覧会アンバサダーとしてコブクロの2人、さらに吉村洋文大阪府知事、松井一郎大阪市長(当時)の4人が出席。

その席にて、松井がコブクロに向け、「大阪マラソンのテーマソングをやってくれましたね。やっぱり2025年テーマソング、コブクロさん？」と発言。これに対しコブクロ側は既に万博のアンバサダーにも就任していることから、テーマソング制作に対しても前向きな反応を示し、直後、コブクロ公式サイトでもオファーを快諾と掲載された。ただ、これは松井の勝手な発言であった為、万博の運営主体「日本国際博覧会協会」は「公式テーマソングは協会が中心となり、協議しながら検討を進めていきたい」と、正式には決定していないとコメントした。
以降しばらくの間、進展はなかったが、2021年の11月28日に開催された、「中之島ウィンターパーティー〜Road to EXPO 2025」にて、若宮健嗣国際博覧会担当大臣(当時)が、「テーマソングをコブクロにお願いしたい！と言えるように調整していく」と制作を依頼した。
そして、およそ2ヶ月半後の2022年2月10日にコブクロ公式サイトにて、正式に制作されることが発表された。
2022年7月18日に、ユニバーサル・スタジオ・ジャパン内で行われたイベント「1000 Days to Go!」にて初披露され、イベント終了後にはコブクロの公式サイトより楽曲の完成が発表された。また、2025年日本国際博覧会協会のオフィシャルサイトでは、イベント終了後の同日20時よりフルサイズの視聴音源が公開され、翌19日から、配信シングルとしてリリースされた。
曲は未来を創っていくのは子ども達と、願いを込めた明るい曲調になっている。サビの歌詞には、「こんにちは」というフレーズが何度も登場している。この部分は最後まで歌詞がなかなか決まらず、ふと「こんにちは」が思いつき、1970年の大阪万博で歌われた「世界の国からこんにちは」のオマージュも込め、採用されることとなった。
開幕前日の2025年4月12日に行われた開会式には、コブクロの2人も出席し、本曲を披露した。
また万博開幕後の、2025年4月23日からは期間限定で、大阪・関西万博のマスコットキャラクター、「ミャクミャク」のイラストを使用したジャケットである、スペシャル仕様の配信が始まり、6月17日からは同様のジャケットのCDシングルも発売された。。

## 収録曲
CDシングル収録曲 (全形態共通)
1. この地球の続きを
  - 作詞・作曲 : 小渕健太郎・黒田俊介、 編曲 : コブクロ
  - 2025年 大阪・関西万博 公式テーマソング
2. Days
  - 作詞・作曲 : 小渕健太郎、 編曲 : コブクロ
  - 8作目の配信限定シングル。
3. 恋愛観測 (LIVE ver. from KOBUKURO LIVE TOUR 2011 "あの太陽が、この世界を照らし続けるように。") 
  - 作詞・作曲 : 小渕健太郎
4. この地球の続きを (Instrumental)
5. Days (Instrumental)
  - Dip CMソング。

配信シングル収録曲 (全形態共通)
1. この地球の続きを

## 収録アルバム
- QUARTER CENTURY (#1,2)
- THIS IS MY HOMETOWN (#1)

※「恋愛観測」はアルバム未収録

## ライブ映像・音源作品
| 曲名             | 発売年 | 規格        | 作品名                                                                          | 収録日         |
| ---------------- | ------ | ----------- | ------------------------------------------------------------------------------- | -------------- |
| この地球の続きを | 2023年 | DVD/Blu-ray | KOBUKURO LIVE TOUR 2022 "GLORY DAYS" FINAL at マリンメッセ福岡                  | 2022年12月11日 |
| この地球の続きを | 2023年 | DVD/Blu-ray | KOBUKUROAD7                                                                     | 2023年2月16日  |
| この地球の続きを | 2023年 | DVD/Blu-ray | KOBUKUROAD7                                                                     | 2023年3月8日   |
| この地球の続きを | 2024年 | DVD/Blu-ray | KOBUKURO LIVE TOUR 2023 "ENVELOP" FINAL at 東京ガーデンシアター                 | 2024年1月26日  |
| この地球の続きを | 2025年 | DVD/Blu-ray | KOBUKUROAD8                                                                     | 2024年5月11日  |
| この地球の続きを | 2025年 | DVD/Blu-ray | KOBUKURO 25TH ANNIVERSARY TOUR 2024 "QUARTER CENTURY" FINAL at Asueアリーナ大阪 | 2024年11月10日 |
| Days             |        |             | →「 Days#ライブ映像・音源作品 」を参照                                          |                |
| 恋愛観測         | 2022年 | CD          | この地球の続きを                                                                | 2011年8月28日  |
| 恋愛観測         | 2023年 | DVD/Blu-ray | KOBUKURO LIVE TOUR 2022 "GLORY DAYS" FINAL at マリンメッセ福岡                  | 2022年12月11日 |